# Fair Haven (hrabstwo Rutland)
Fair Haven – jednostka osadnicza w Stanach Zjednoczonych, w stanie Vermont, w hrabstwie Rutland.